# Macrocarpaea robin-fosteri
Macrocarpaea robin-fosteri är en gentianaväxtart som beskrevs av Jason Randall Grant. Macrocarpaea robin-fosteri ingår i släktet Macrocarpaea och familjen gentianaväxter. Inga underarter finns listade i Catalogue of Life.